# Toxidia thyrrhus
Toxidia thyrrhus, bướm nhảy cỏ nâu sẫm hay bướm nhảy thyrrhus là một loài bướm thuộc Họ Bướm nhảy. Chúng là loài đặc hữu ở Queensland, Úc.
Sải cánh dài khoảng 25 mm.
Ấu trùng ăn Cenchrus echinatus.